# Vector Laplace-Runge-Lenz (LRL)
Vectorul Laplace-Runge-Lenz (LRL), în mecanica clasică este un vector utilizat în general pentru a descrie forma și orientarea orbitei unui corp astronomic în jurul altuia, cum ar fi, de exemplu, o planetă care se rotește în jurul unei stele. Pentru două corpuri care interacționează gravitațional după legea lui Newton, vectorul LRL este o integrală primă a mișcării, ceea ce înseamnă că valoarea lui este aceeași în orice punct de pe orbită; echivalent, se spune că vectorul LRL se conservă. Generalizat, vectorul LRL se conservă în toate problemele în care două corpuri interacționează între ele printr-o forță centrală, adică una care depinde invers proporțional cu pătratul distanței dintre ele; astfel de probleme se numesc probleme Kepler.. Utilizând și conservarea vectorului LRL, pe lângă conservarea momentului cinetic și a energiei, problema determinării mișcării unui punct material într-un câmp de forțe conservative se reduce la o problemă, relativ simplă, de algebră vectorială 
Din punct de vederea mecanic, atomul de hidrogen este și el o problemă Kepler, deoarece reprezintă un sistem dinamic compus din două particule încărcate cu sarcină electrică care interacționează prin legea lui Coulomb din electrostatică,  care este o altă forță centrală cu variație a valorii forței invers proporțională cu pătratul distanței. Folosirea vectorului LRL a fost esențială la prima deducere a formulei spectrului energetic al atomului de hidrogen în cadrul mecanicii cuantice, înainte de dezvoltarea teoriei cuantice a lui Schrödinger. cu toate acestea, această abordare este rar utilizată astăzi.
În mecanica clasică și cuantică, mărimile fizice care se conservă corespund în general unei simetrii la translații sau rotații ale sistemului. Conservarea vectorului LRL corespunde unei simetrii neobișnuite; problema Kepler este echivalentă din punct de vedere matematic cu o particulă care se mișcă liber pe suprafața unei hipersfere cu patru dimensiuni, astfel încât întreaga problemă este simetrică la anumite rotații ale spațiului tridimensional. Această simetrie sporită rezultă din două proprietăți particulare ale problemei Kepler: vectorul vitezei, pentru o anumită valoare a energiei totale dată a sistemului se mișcă (se rotește) întotdeauna într-un cerc perfect și toate aceste cercuri se intersectează  în aceleași două puncte.
Vectorul Laplace-Runge-Lenz a fost denumit după Pierre-Simon de Laplace, Carl Runge și Wilhelm Lenz. Mai este cunoscut și sub una din denumirile: vectorul Laplace, vectorul Runge-Lenz sau vectorul Lenz. În mod ironic, nici unul dintre acești oameni de știință nu l-au definit pentru prima oară. Vectorul LRL a fost redefinit de mai multe ori și este echivalent cu vectorul de excentricitate fără dimensiuni din cadrul mecanicii cerești.  Au fost definite diferite generalizări ale vectorului LRL care țin cont de efectele relativității speciale, câmpurilor electromagnetice și de acțiunea diferitelor altor tipuri de forțe centrale.

## Istoric

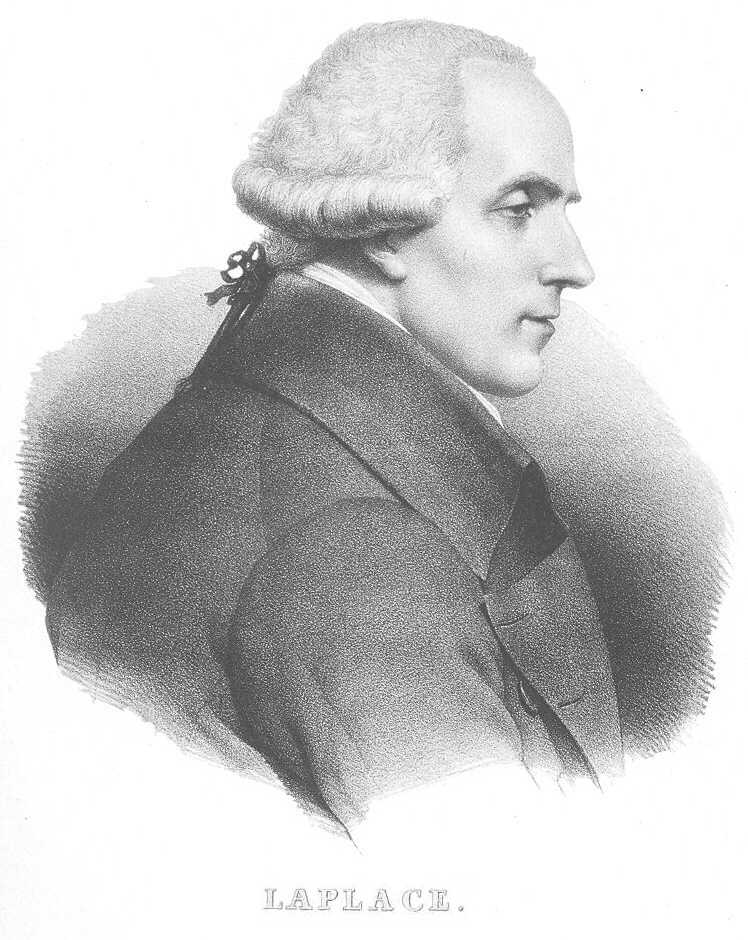
Pierre-Simon de Laplace (1749-1727), litografie de autor necunoscut.

Vectorul LRL, A, este o constantă (integrală primă) a mișcării în problema lui Kepler și este util în descrierea orbitelor mișcării planetelor. Cu toate acestea, nu a fost niciodată foarte răpandit printre fizicieni probabil pentru că este o mărime fizică mai puțin intuitivă decât impulsul și momentul cinetic. În realitate, el a fost "redescoperit" de mai multe ori în ultimele trei secole de mai mulți oameni de  știință independent unul de celălat.
Jakob Hermann a fost primul care a arătat că A este o mărime conservativă pentru un caz special al mișcării unui corp ceresc sub acțiunea unei forțe centrale invers proporțională cu pătratul distanței dintre corp și centrul forței(ales ca originea sistemului de referință) și a realizat legătura sa cu excentricitatea orbitei eliptice. Descoperirea lui Hermann a fost generalizată în forma sa modernă de către Johann Bernoulli în anul 1710. . La sfârșitul secolului al XVIII-lea, Pierre-Simon de Laplace a redescoperit conservarea lui A,  mai degrabă pe cale analitică, decât geometrică.  La mijlocul secolului al XIX-lea, William Rowan Hamilton a dedus expresia vectorului echivalent de excentricitate (definit mai jos) , folosindu-l pentru a arăta că pe parcursul mișcării sub acțiunea unei forțe centrale invers proporționale cu pătratul distanței, vectorul  de impuls p se mișcă pe un cerc (Figura 3)
La începutul secolului al XX-lea, Josiah Willard Gibbs a dedus același vector prin analiză vectorială . Deducția lui Gibbs a fost folosită ca un exemplu de Carl Runge într-un manual popular despre vectori, apărută în limba germană  , exemplu la care a făcut apel Wilhelm Lenz în lucrarea sa despre studiul cuantic al atomului de hidrogen În 1926, vectorul LRL a fost folosit de Wolfgang Pauli pentru a deduce spectrul energetic al hidrogenului utilizând mecanica cuantică modernă, fără  ecuația Schrödinger , după publicarea lucrării lui Pauli, conceptul a devenit cunoscut mai ales sub denumirea de vectorul Runge-Lenz. În prezent, vectorul LRL, A, este cunoscut sub denumirea de vectorul Laplace-Runge-Lenz, cu referire la numele savanților care l-au folosit cu succes în studiile lor și nu la cel care l-a descoperit primul.

## Definiții
O particulă (punct material) care se mișcă sub acțiunea oricărei forțe centrale conservative are cel puțin patru constante de mișcare (integrale prime ale mișcarii): energia totală E și cele trei componente carteziene ale vectorului momentului cinetic L în raport cu originea sistemului de referință. Orbita particulei este conținută ntr-un plan definit de impulsul inițial al particulei p (sau, în mod echivalent, de viteza sa v) și vectorul r dintre centrul forței (ales ca originea sistemului de referință) și  particulă (vezi Figura 1, mai jos).
După cum este definit mai jos (a se vedea Definiția matematică), vectorul Laplace-Runge-Lenz (vector LRL) A se află întotdeauna în planul de mișcare pentru orice forță centrală. Cu toate acestea, A este constant doar pentru o forță centrală cu variație invers proporțională cu pătratul distanței. Pentru majoritatea forțelor centrale, vectorul A nu este constant, se schimbă atât în mărime cât și în direcție; dacă forța centrală are aproximativ o lege invers pătratică, vectorul A este aproximativ constant în valoare, dar se rotește încet. Pentru toate forțele centrale poate fi definit un vector LRL conservativ generalizat {\displaystyle {\mathcal {A}}} , dar acest vector generalizat este o funcție complicată de poziție și de regulă nu poate fi exprimată în formă concisă. 
Planul traiectoriei mișcării corpului (punctului material) este perpendicular pe vectorul momentului cinetic L, care este constant; acest lucru poate fi exprimat matematic prin ecuația data de produsul scalar r ⋅ L = 0;  deoarece A se află în acest plan, A ⋅ L = 0.
Vectorul LRL diferă de alte mărimi fizice conservative prin următoarea proprietate: pentru mărimile conservative tipice există o coordonată ciclică corespunzătoare Lagrangeanul tridimensional al sistemului dar pentru vectorul LRL nu există o astfel de coordonată. Prin urmare, conservarea vectorului LRL trebuie dedusă direct, de exemplu, prin metoda parantezei Poisson, așa cum este descris mai jos. Mărimile conservative de acest tip sunt numite "dinamice", spre deosebire de legile de conservare "obișnuite" "geometrice", cum ar fi, de exemplu, cele ale momentului cinetic.

## Definiția matematică

Figura 1: Vectorul LRL vector A (reprezentat în roșu) în patru puncte distincte (numerotate ce 1, 2, 3 și 4) de pe orbita eliptică al unui punct material care se mișcă sub acțiunea unei forțe centrale invers proporțională cu distanța. Centrul forței se află în una din focalele elipsei, reprezentat printr-un mic cerc negru care este și originea vectorilor de poziție (reprezentate cu negru). Vectorul momentului cinetic L este perpendicular pe planul orbitei. Vectorii coplanari p × L și (mk/r)r reprezentați cu albastru, respectiv verde se află în planul orbitei; aceste variabile sunt definite mai jos. Vectorul A este constant în direcție și mărime.

Pentru o singură particulă acționată de o forță centrală dată printr-o lege în care mărimea forței este invers  proporțională cu distanța, descrisă de ecuația:
{\displaystyle \mathbf {F} (r)={\frac {-k}{r^{2}}}\mathbf {\hat {r}} ~,}
| Definițe: vectorul LRL A este definit matematic prin formula: {\displaystyle \mathbf {A} =\mathbf {p} \times \mathbf {L} -mk\mathbf {\hat {r}} } Unde: - m este masa particulei aflată sub acțiunea unei forțe centrale, - p este vectorul impuls al particulei, - L = r × p este vectorul moment cinetic al particulei, - k este facorul de proporționalitate din expresia legii forței centrale, - r este vectorul de poziție al particulei (vezi Figura 1), - {\displaystyle \mathbf {\hat {r}} } este versorul vectorului de poziție, {\displaystyle \mathbf {\hat {r}} ={\frac {\mathbf {r} }{r}}} , unde r reprezintă mărimea scalară a vectorului r. |

Deoarece forța este conservativă, energia sistemului  E este o constantă a mișcării,
{\displaystyle E={\frac {p^{2}}{2m}}-{\frac {k}{r}}={\frac {1}{2}}mv^{2}-{\frac {k}{r}}~.}
Mai mult, din presupunerea că forța este o forță centrală, rezultă că vectorul de moment cinetic L este o mărime conservativă și definește planul în care particula se mișcă. Vectorul LRL,  A , este perpendicular pe vectorul momentul cinetic L deoarece atât p × L cât și r sunt perpendiculare pe L. Rezultă că A se află în planul orbitei.
Această definiție a vectorului LRL, A, se referă la o singură particulă de  masă  m care se mișcă sub acțiunea unei forțe date. Cu toate acestea, aceeași definiție poate fi extinsă probleme ale celor două corpuri cum ar fi problema lui Kepler, luând  m ca masa redusă a celor două corpuri și r ca vector între cele două corpuri.
O intreaga varietate a acestei constante de mișcare poate fi utilizată pentru diverse alte probleme similare. Cea mai comună este de a scala prin mk pentru a defini vectorul excentricitate
{\displaystyle \mathbf {e} ={\frac {\mathbf {A} }{mk}}={\frac {1}{mk}}(\mathbf {p} \times \mathbf {L} )-\mathbf {\hat {r}} ~.}

## Determinarea orbitelor Kepler

figura 2: Versiunea simplificată a figurii 1, reprezentând unghiul θ dintre vectorul LRL A și vectorul de pozițe r pentru un punct material de pe orbită.

Forma si orientarea orbitelor din problemele de tip Kepler pot fi determinate pornind de la vectorul LRL,A , după cum urmează. Considerând produsul scalar al lui A cu vectorul de poziție r , acesta ne conduce la ecuația:
{\displaystyle \mathbf {A} \cdot \mathbf {r} =Ar\cos \theta =\mathbf {r} \cdot \left(\mathbf {p} \times \mathbf {L} \right)-mkr}
unde  θ este unghiul dintre vectorul LRL  A și vectorul de poziție r (Figura 2).  Folosind formula de permutare a produsului mixt al vectorilor, se obține:
{\displaystyle \mathbf {r} \cdot \left(\mathbf {p} \times \mathbf {L} \right)=\left(\mathbf {r} \times \mathbf {p} \right)\cdot \mathbf {L} =\mathbf {L} \cdot \mathbf {L} =L^{2}}
prin rearanjare, se găsește formula pentru o secțiune conică, cu condiția ca A să fie constant, așa cum este cazul legii forței invers proporționale cu pătratul distanței,
{\displaystyle {\frac {1}{r}}={\frac {mk}{L^{2}}}\left(1+{\frac {A}{mk}}\cos \theta \right)}
de excentricitate e, 
{\displaystyle e={\frac {A}{mk}}={\frac {\left|\mathbf {A} \right|}{mk}}}
și de  coardă
{\displaystyle \left|2\ell \right|={\frac {2L^{2}}{mk}}~.}
Semiaxa mare a a unei secțiuni conice se poate defini utilizând exresiile pentru coardă și excentricitate
{\displaystyle a\left(1\pm e^{2}\right)=\ell ={\frac {L^{2}}{mk}}~,}
unde semnul minus se referă la elipsă și plus pentru hiperbolă.
Luând in considerare produsul scalar al lui A cu el însuși, rezultă o ecuație care implică energia E E,
{\displaystyle A^{2}=m^{2}k^{2}+2mEL^{2}\,,}
ceea ce poate fi rescris în termeni de excentricitate,
{\displaystyle e^{2}-1={\frac {2L^{2}}{mk^{2}}}E~.}
Prin urmare, dacă energia E este negativă (orbite închise), excentricitatea este subunitară și orbita este o elipsă. În schimb, dacă energia este pozitivă (orbite deschise, denumite și "orbite împrăștiate"), excentricitatea este supraunitară și orbita este o hiperbolă. În cazul al treilea, dacă energia este zero, excentricitatea este unitară și orbita este o parabolă. În toate cazurile, direcția vectorului A se află de-a lungul axei de simetrie a secțiunii conice și e orientat de la centrul forței (ales ca origine a sistemului de referință) spre periapsis, punctul cel mai apropiat de origine.

## Hodograful circular al impulsului

Figura 3: Pe măsură ce particula se mișcă pe o orbită eliptică, vectorul impuls p (reprezentat în imagine cu albastru) se mișcă pe un cerc. Cele patru puncte marcate cu numere de la 1 la 4 corespund celora din figura 1. Cercul este centrat pe axa "y" în poziția "A" / "L" (reprezentat în magenta), cu o rază mk/L (reprezentat în verde). Unghiul η determină excentricitatea "e" a orbitei eliptice (cos "η" = "e"). Pentru cercul, potrivit teoremei unghiul înscris într-un cerc și al unghiului la centru corespunzător,"η" reprezintă și unghiul dintre orice punct de pe cerc și cele două puncte de intersecție cu axa p_{x}, p_{x} = ±p_{0}.

În general, hodograful unui vector, dependent funcțional de unul sau mai mulți parametri, reprezintă locul geometric al punctelor din spațiu pe care vectorul, având originea fixata într-un punct determinat, îl descrie în timpul variației sale. Cunoașterea formei hodografului, pentru anumite probleme, are avantajul punerii in evidența a anumitor legi de conservare și a simetriilor problemei tratate. În continuare, se tratează hodograful impulsului caracteristic problemelor de tip Kepler și se arată că acesta este un cerc perfect cu centrul determinat, motiv perntru care este denumit  hodograful circular al impulsului.    
Conservarea vectorului LRL A și al vectorului moment cinetic L este utilă pentru a arăta că vectorul impulsului p se rotește într-un cerc sub acțiunea unei forțe centrale invers proporționale cu pătratul distanței, având originea determinată .
Considerand produsul scalar al vectorului :{\displaystyle mk~{\hat {\mathbf {r} }}=\mathbf {p} \times \mathbf {L} -\mathbf {A} } cu el insuși, se obține relația:
{\displaystyle (mk)^{2}=A^{2}+p^{2}L^{2}+2\mathbf {L} \cdot (\mathbf {p} \times \mathbf {A} )~.}
Alegând în continuare direcția vectorului moment cinetic L de-a lungul axei  z, iar semiaxa mare ca axa  x, se poate scrie ecuația locului geometric descris de vârful vectorului impuls,
{\displaystyle p_{x}^{2}+\left(p_{y}-{\frac {A}{L}}\right)^{2}=\left({\frac {mk}{L}}\right)^{2}}
Prin urmare, vectorul impuls, p este limitat la un cerc de rază  mk/L = L/ℓ cu centrul în punctul de coordonate (0, A/L).  Excentricitatea e corespunde cosinusului unghiului η reprezentat în figura 3. Acest cerc este hodograful circular al impulsului pentru o problemă Kepler.
În cazul limită al degenerării orbitei la un cerc, vectorul  A dispare (devine zero din cauza valorii nule a excentricităii), centrul hodografului circular al impulsului coincide cu originea sistemului de axe (0,0).
Coordonatele celor doua puncte de intersectie a hodografului circular al impulsului cu axa px sunt px = ±p0, unde {\displaystyle p_{0}={\sqrt {2m|E|}}}.
Hodograful circular al impulsului este utilzat pentru a ilustra simetriile problemei Kepler.

## Constante de mișcare și superintegrabilitate
Cele șapte mărimi scalare E , A și L ( ultimele două, fiind vectori, contribuie fiecare cu câte trei mărimi scalare) sunt legate de două ecuații, A ⋅ L = 0 și A2 = m2k2 + 2 mEL2, dând cinci constante de mișcare independente.  (Deoarece mărimea lui A și prin urmare și excentricitatea orbitei,e pot fi determinate din momentul cinetic total L și energia E, numai direcția lui A se conservă independent; în plus, deoarece A trebuie să fie perpendiculară pe L, "contribuie" suplimentar doar la o singură mărime conservativă .
Acest fapt este în concordanță cu cele șase condiții inițiale (poziția inițială a particulei și vectorul vitezei inițiale, fiecare cu trei componente) care determină orbita particulei, momentul de timp inițial nu este determinat de o constantă de mișcare. Orbita 1-dimensională rezultată în spațiul fazelor 6-dimensională este astfel complet determinată.
Un sistem mecanic cu d grade de libertate poate avea cel mai mult 2d − 1 constante de mișcare, deoarece există 2d condiții inițiale dar momentul inițial nu se determină dintr-o constantă de mișcare. Un sistem cu mai mult de d constante de mișcare se numește superintegrabil iar un sistem cu 2d − 1 constante e denumit superintegrabil maximal. Deoarece soluția ecuației ecuației Hamilton-Jacobi într-un sistem de coordonate poate genera numai d constante de mișcare, sistemele superintegrabile trebuie să fie separabile în mai multe sisteme de coordonate.  Problema Kepler este maximal superintegrabilă, deoarece are trei grade de libertate (d = 3) și cinci constante independente de mișcare ; ecuația lui Hamilton-Jacobi este separabil în coordonate sferice și coordonate parabolice, descris  mai jos.

## Evoluția sub acțiunea potențialelor perturbatoare

Figura 5: Modificarea treptată a orbitei eliptice, cu o excentricitate e = 0.667.

Vectorul Laplace-Runge-Lenz A  se conservă (adică este o integrală primă a mișcării) numai pentru o forță centrală cu dependență perfect invers pătratică cu distanța. În majoritatea problemelor practice, cum ar fi mișcarea planetelor, energia potențială de interacțiune dintre două corpuri cerești nu este tocmai o lege invers pătratică dar poate include o forță centrală suplimentară, o așa numită perturbație de energie potențială h(r). În astfel de situații, vectorul LRL se rotește lent în planul orbitei, aceasta corespunzând unei precesii lente a apsidei orbitei.
Presupunând că potențialul perturbator h(r) este al unei forțe centrale conservative, aceasta implică faptul că energia totală E și vectorul momentului cinetic L se conservă. Astfel, traiectoria mișcării se află încă într-un plan perpendicular pe L și mărimea lui A se conservă, ceea ce rezultă din ecuația A2 = m2k2 + 2mEL2 . Potențialul perturbator h(r) poate fi orice fel de funcție, dar ar trebui să fie semnificativ mai slabă decât forța principală cu dependență invers proporțională cu pătratul distanței dintre cele două corpuri. 
Rata („viteza”) prin care vectorul LRL se rotește oferă informații despre potențialul perturbator h(r) . Utilizând teoria canonică a perturbațiilor și coordonatele unghiului de acțiune, se arată ușor că  A se rotește cu o rată de:
{\displaystyle {\begin{aligned}{\frac {\partial }{\partial L}}\langle h(r)\rangle &=\displaystyle {\frac {\partial }{\partial L}}\left\{{\frac {1}{T}}\int _{0}^{T}h(r)\,dt\right\}\\[1em]&=\displaystyle {\frac {\partial }{\partial L}}\left\{{\frac {m}{L^{2}}}\int _{0}^{2\pi }r^{2}h(r)\,d\theta \right\}~,\end{aligned}}}
undeT este perioada orbitală iar schimbarea de variabilă L dt = m r2 dθ a fost folosită pentru a transforma integrala temporală într-o integrală unghiulară (Figura 5). Expresia în paranteze unghiulare, ale lui  h(r), reprezintă media potențialul perturbator pe o perioadă orbitală completă.

### În limba română
- Arnold, V.I.: Metodele matematice ale mecanicii clasice (traducere din limba rusă), Editura științifică și enciclopedică, București, 1980.
- Dragoș, Lazăr: Principiile mecanicii analitice, Editura tehnică, București, 1976.
- Iacob, Caius: Mecanică teoretică, Editura didactică și pedagogică, București, 1980.
- Iacob, Caius și colectiv: Dicționar de mecanică, Editura științifică și enciclopedică, București, 1980.
- Landau, L.D., Lifshitz, E.M.: Mecanica (traducere din limba rusă), Editura tehnică, București, 1966.
- Mercheș, Ioan și Burlacu, Lucian: Mecanica analitică și a mediilor deformabile, Editura didactică și pedagogică, București, 1983.
- Novacu, V.: Mecanică teoretică, Universitatea din București, 1969

### în limbi străine
- Bradbury, T.S.: Theoretical Mecanics (Mecanică teoretică), John Willey and Sons, Inc. New York, 1968.
- Goldstein, H.: Classical Mechanics(Mecanică clasică), 2nd edition, Addison-Wesley, 1980.
- Hamel, G.: Theoretische Mechanik, Springer-Verlag, Berlin, 1967
- MacMillan, W.D.: Theoretical Mecanics(Mecanică teoretică), McGrow Hill, New York, 1927; vol. I:  Statics and dynamics of a particle(Statica și dinamica punctelor materiale)
- Saletan, E.J., Cromer, A.H.: Theoretical Mecanics (Mecanică teoretică), John Willey, New York, 1971.
- Spiegel, M.R.: Theory and Problems of Theoretical Mecanics(Teoria și problemele mecanicii teoretice), McGraw Hill, New York, 1967.
- Teer Haar, D.: Elements of Hamiltonian Mecanics (Elemente de mecanica hamiltoniană, North-Holland Publishing Co., Amsterdam, 1964.